# الخرائط الجينية
تساعد الخرائط الجينية في وصف ترتيب أماكن الجينات على الكروموسوم حيث يتم تعيين الجينات في موقع معين على كروموسوم يُعرف بالموقع ويمكن استخدامه ك
كمؤشرات جزيئية لإيجاد المسافة بين الجينات الأخرى على الكروموسوم. توفر الخرائط الفرصة للباحثين للتنبؤ بأنماط الوراثة لصفات محددة، والتي يمكن أن تؤدي في النهاية إلى فهم أفضل للصفات المرتبطة بالأمراض.

A gene map of Drosophilla melanogaster. This gene map shows the relative positions of genes on one of Drosophilla's chromosomes.

## رسم خرائط جينات الكروموسومات: رسم الخرائط الفيزيائية مقابل. الخرائط الجينية
الأساس الجيني لخرائط الجينات هو تقديم مخطط يمكن أن يساعد الباحثين في إجراء تسلسل الحمض النووي حيث تساعد خريطة الجينات في توضيح المواضع النسبية للجينات وتسمح للباحثين بتحديد الأجزاء المهمة في الجينوم. يمكن عندئذ تحديد الجينات وتسلسلها بسرعة. 
هناك طريقتان لتوليد الخرائط الجينية تتضمن رسم الخرائط الفيزيائية ورسم الخرائط الجينية. تستخدم الخرائط الفيزيائية تقنيات البيولوجيا الجزيئية لفحص الكروموسومات. وبالتالي فإن هذه التقنيات تسمح للباحثين بملاحظة الصبغيات مباشرة بحيث يمكن بناء خريطة بمواقع جينية نسبية. من ناحية أخرى، تستخدم الخرائط الجينية تقنيات وراثية للعثور على ارتباط بين الجينات بشكل غير مباشر. يمكن أن تشمل التقنيات التكاثر المتقاطع (انظر تجارب الهجين (البيولوجيا) وفحص الأنساب. تسمح هذه التقنية بإنشاء الخرائط بحيث يمكن تحليل المواضع النسبية للجينات والتسلسلات المهمة الأخرى

## رسم الخرائط الفيزيائية
تتضمن تقنيات الخرائط الفيزيائية المستخدمة لإنشاء خريطة جينية ما يلي :رسم الخرائط التقييدية، التهجين الفلوري في الموقع ( FISH), ورسم خرائط الموقع المتسلسل (STS).

### رسم الخرائط التقييدية
رسم الخرائط التقييدية هو الطريقة التي يتم الحصول من خلالها على المعلومات الهيكلية المتعلقة بشريحة من الحمض النووي باستخدام إنزيمات التقييد. إن الإنزيمات المقيدة هي إنزيمات تساعد على قطع أجزاء من الحمض النووي في تسلسلات التعرف المحددة. أساس رسم الخرائط ينطوي على هضم (أو قطع) الحمض النووي مع انزيمات التقييد. ثم يتم تشغيل شظايا الحمض النووي المهضومة على هلام agarose باستخدام الجل الكهربائي، والتي توفر المعلومات المتعلقة بحجم هذه الأجزاء المهضومة. تساعد هذه الأحجام على الإشارة إلى المسافة بين مواقع إنزيم التقييد على الحمض النووي المحلّل، وتزوّد الباحثين بالمعلومات المتعلقة بهيكل الحمض النووي المحلّل.

### موقع التهجين الفلوري (FISH)
FISH هي طريقة تستخدم للكشف عن وجود (أو غياب ) تسلسل DNA داخل الخلية. يتم وصف مجسات  الحمض النووي التي هي محددة بالنسبة للأقاليم الصبغية أو الجينات ذات الأهمية مع fluorochromes. من خلال ربط fluorochromes إلى مجسات، يمكن للباحثين تصور العديد من تسلسلات الحمض النووي في وقت واحد. فعندما يتلامس المجس مع الحمض النووي على كروموسوم معين، سيحدث التهجين. وبالتالي، سيتم الحصول على المعلومات المتعلقة بموقع هذا التسلسل من الحمض النووي. يقوم FISH بتحليل الحمض النووي المنفصل ( ssDNA ). وبمجرد أن يكون الحمض النووي في حالته الوحيدة المحصورة، يمكن أن يرتبط الحمض النووي بمسباره المحدد. [2]

### خريطة الموقع المتسلسل (STS)
الموقع المتسلسل الموسوم (STS) هو عبارة عن تسلسل قصير من الحمض النووي (حوالي 100 - 500 زوج قاعدي في الطول) من الملاحظ  أنه يظهر عدة مرات في جينوم الفرد. هذه المواقع يمكن التعرف عليها بسهولة، وعادة ما تظهر مرة واحدة على الأقل في الحمض النووي الذي يجري تحليله. عادة ما تحتوي هذه المواقع على تعدد أشكال جيني مما يجعلها مصادر للعلامات الجينية القابلة للحياة (لأنها تختلف عن غيرها من التسلسلات). يمكن تعيين المواقع ذات العلامات المتسلسلة داخل جينومنا وتتطلب مجموعة من أجزاء DNA المتداخلة. يستخدم تفاعل البوليميراز المتسلسل عادة لإنتاج مجموعة من شظايا الحمض النووي. بعد إنشاء الأجزاء المتداخلة، يمكن تحليل مسافة الخريطة بين STS. من أجل حساب مسافة الخريطة بين STSs ، يحدد الباحثون التردد الذي يحدث عنده انقطاعات بين العلامتين (انظر التسلسل الرمزي) [3]

## الخرائط الجينية
ويركز رسم الخرائط الجينية على المبادئ التي وضعها لأول مرة غريغور مندل. يركز هذا النهج في المقام الأول على تحليل الروابط وتقنيات الارتباط الجيني.

### التحليل الارتباطي
أساس تحليل الارتباط هو فهم موقع الكروموسومات وتحديد جينات المرض. هناك جينات معينة مرتبطة ببعضها أو مرتبطة ببعضها البعض وجدت أنها قريبة من بعضها البعض على نفس الكروموسوم. خلال الانقسام الاختزالي، هذه الجينات قادرة على أن تكون موروثة معا ويمكن استخدامها كعلامة جينية للمساعدة في تحديد النمط الظاهري للأمراض. نظرًا لأن تحليل الروابط يمكن أن يحدد أنماط الوراثة، فإن هذه الدراسات عادة ما تكون قائمة على الأسرة. .

### تحليل الرابطة الجينية
تحليل رابطة الجينات يعتمد على السكان ؛ فهي لا تركز على الأنماط الموروثة، وإنما تستند إلى تاريخ كامل من السكان. ينظر تحليل الارتباط الجيني إلى مجموعة سكانية معينة ويحاول تحديد ما إذا كان تواتر الأليل في الأفراد المتضررين يختلف عن مجموعة أجنة من الأفراد غير المصابين من نفس السكان. هذه الطريقة مفيدة بشكل خاص لتحديد الأمراض المعقدة التي لا تحتوي على نمط الوراثة المندلي

## الاستفادة من الخرائط الجينية: الجينات المرضية
باستخدام الأساليب المذكورة أعلاه، يمكن للباحثين رسم خرائط جينات المرض حيث يمثل إنشاء خريطة جينية الخطوة الأولى الحاسمة نحو تحديد الجينات المرضية. تسمح الخرائط الجينية بتحديد الأليلات المتنوعة وتسمح للباحثين بعمل تنبؤات حول الجينات التي يعتقدون أنها تسبب النمط الظاهري الطافر. مثال على اضطراب تم تحديده عن طريق تحليل الارتباط هو التليف الكيسي (Cystic Fibrosis). على سبيل المثال، مع التليف الكيسي، تم تحليل عينات الحمض النووي من خمسين عائلة تأثرت بالتليف الكيسي باستخدام تحليل الروابط. تم تحليل المئات من الواسمات المتعلقة بـ CF في جميع أنحاء الجينوم حتى تم تحديد CF على الذراع الطويلة للكروموسوم 7. ثم قام الباحثون بإكمال تحليل الروابط على علامات إضافية للحمض النووي ضمن الكروموسوم 7 لتحديد موقع أكثر دقة لجين CF. ووجد الباحثون أن الجين CF موجود في حوالي q31-q32 7(انظر المصطلحات الكروموسومية).   